# Стёжкин, Иван Максимович
Иван Максимович Стёжкин (род. 6 января 2002, Челябинск) — российский хоккеист, нападающий.

## Биография
Отец Максим Стёжкин на рубеже 1990-х — 2000-х годов играл за челябинский «Трактор». Иван Стёжкин также воспитанник «Трактора», в сезонах 2019/20 — 2021/22 играл за команду МХЛ «Белые медведи». С сезона-2020/21 также игрок «Челмета» в ВХЛ. В сезоне-2022/23 провёл 28 матчей в КХЛ за «Трактор». 2 июня 2025 года был обменян в клуб ВХЛ «Рубин» Тюмень.